# 이븐 알렉산더
이븐 알렉산더(Eben Alexander, 1953년 12월 11일 ~ )는 미국의 신경외과 의사이자 작가이다. 2008년에 알렉산더가 실제로 경험한 임사 체험을 소재로 한 책 《나는 천국을 보았다》(Proof of Heaven)가 2012년 발간되었다. 속편 《나는 천국을 보았다 두 번째 이야기》(The Map of Heaven)는 2014년에 발간되었다. 속편은 뉴욕 타임스 베스트셀러에 올랐다.